# Vere Gordon Childe
Vere Gordon Childe (Sydney, Imperi britànic, 14 d'abril de 1892 – Mt. Victoria, Austràlia, 19 d'octubre de 1957) fou un arqueòleg i filòleg australià, reconegut pels seus treballs sobre prehistòria, especialment pel que fa als processos de neolitització.

## Biografia
Gordon Childe va marxar de l'Austràlia britànica natal per realitzar els seus estudis a Anglaterra, al Queen's College de la Universitat d'Oxford. Posteriorment va tornar a Austràlia, on va exercir de secretari privat del polític John Storey, membre del Consell legislatiu de Nova Gal·les del Sud i posteriorment primer ministre d'aquell estat australià. A la mort de Storey (1921), Childe va iniciar un seguit de viatges formatius per Europa.
El 1925, va publicar el seu primer llibre d'història en el vessant arqueològic, The Dawn of European Civilisation ('L'alba de la civilització europea'), que va tenir un gran èxit i una influència encara permanent. Childe es va centrar i especialitzar sempre en l'espai cultural europeu. El 1928 va excavar l'estació neolítica de Skara Brae, a Orkney (Anglaterra), tot i això no va destacar en aquest vessant, sinó en el de compilador.
Va encunyar els termes de revolució neolítica i revolució urbana, que emfasitzen la rellevància dels processos de transformació, per sobre de les característiques definitòries estàndard d'un període. També va fomentar l'ús del terme cultura per a significar-ne la importància i va ser un gran sintetitzador del pensament historiogràfic.
La metodologia de Childe va estar molt influïda per l'anàlisi marxista de la societat. Tot i que va destacar el paper de la civilització ària en la formació de la civilització grega en l'obra The Aryans: a study of Indo-European origins (1926), es va oposar frontalment a les idees racistes del nazisme que s'hi suportaven. El 1928 va publicar The Most Ancient East, en què exposa el paper principal del difusionisme de la cultura neolítica amb un inicial desvetllament al Pròxim Orient.
En el llibre de 1951 Man Makes Himself, escrit amb caràcter divulgatiu i en un estil molt clar, com en tota la seva obra, destaca el caràcter principal de l'economia en la cultura dels pobles, alhora que considera la màgia i altres manifestacions d'aquests tipus com totalment inútils. Aquesta obra el va fer molt popular, arribant a un públic molt ampli. El 1967 va ser publicat en català amb el títol El Naixement de la Civilització a la Biblioteca Bàsica de Cultura Contemporània, 10, Edicions 62, Barcelona, traduït per Humbert Pardellans, i amb un pròleg de Miquel Tarradell i una introducció de Glyn Daniel.